# オーガスタス・スタンレー
オーガスタス・オウスリー・スタンレー（英: Augustus Owsley Stanley、1867年5月21日 - 1958年8月12日）は、アメリカ合衆国の政治家、弁護士であり、第38代ケンタッキー州知事とアメリカ合衆国上院議員および同下院議員を務めた。1903年から1915年はケンタッキー州第2選挙区を代表してアメリカ合衆国下院議員となり、進歩的改革者としての評判を勝ちえた。1904年からはアメリカン・タバコ・カンパニーの反トラスト法に関わる捜査を要求し、その地区のタバコ農家の生産価格を低下させる独占だと主張した。その捜査の結果として、1911年にアメリカ合衆国最高裁判所からアメリカン・タバコ・カンパニーを解体する命令が出された。スタンレーはUSスチールの反トラスト法捜査を行う委員会の議長も務め、全国的な名声を得た。スタンレーの考えの多くがクレイトン反トラスト法に組み込まれた。
1914年のアメリカ合衆国上院議員選挙では、反禁酒法の姿勢を選んだ。この問題は10年間以上もその政歴の中心課題となり、州民主党の禁酒法推進派の指導者であるJ・C・W・ベッカムと対立した。1915年、州知事選挙に出馬し、親友であるエドウィン・P・モローを僅か400票余の差で破った。ケンタッキー州知事選挙の歴史でも最小票差になっている。歴史家のローウェル・H・ハリソンはスタンレーの政権を、ケンタッキー州における進歩主義時代の絶頂期だと言った。その任期に採択された改革の中でも、州の反トラスト法、選挙資金改革法、労働者災害補償法が名高い。1918年、亡くなったばかりのアメリカ合衆国上院議員オリー・M・ジェイムズの後任として民主党候補に選ばれた。スタンレーは当選したが、州知事を続けていたので上院議員に就任したのは1919年5月になってからだった。上院議員としてはあまり目立った働きをしなかった。次の1924年の選挙では共和党のフレデリック・M・サケットに大敗して落選し、その後も選挙では勝てなかった。1958年8月12日にワシントンD.C.で死去した。

## 初期の経歴
オーガスタス・オウスリー・スタンレーは1867年5月21日に、ケンタッキー州シェルビービルで生まれた。父はウィリアム・スタンレー、母はアマンダ（旧姓オウスリー）であり、その7人の子供の総領だった。父はディサイプルスの牧師であり、南軍ではジョセフ・ジョンストン将軍の参謀で、法務官を務めた。母はケンタッキー州知事を務めたウィリアム・オウスリーの姪だった。ニコラスビルのゴードン・アカデミーで学び、ケンタッキー農業機械大学（後のケンタッキー大学）に進んだ後、1889年にセンター・カレッジで学士号を得て卒業した。センター・カレッジでもケンタッキー農業機械大学でも、州弁論大会の出場者となっており、2つの異なる機関から出場した者として唯一の者になった。
卒業から1年間、スタンレーはハストンビルのクリスチャン・カレッジで文学部の学部長を務めた。翌年、ブラッドフォーズビルのマリオン・アカデミー校長を務めた。その後の2年間はマックビルのマックビル・アカデミーで校長を務めた。これらの役職でいる間に、ギルバート・カシデイの下で法律を勉強した。1894年に法廷弁護士として認められフレミングスバーグで法律事務所を開いた。

## 政歴
スタンレーが最初に政治の世界に入ったのは1897年のことであり、フレミング郡の郡検察官に立候補したが落選した。1898年3月までフレミングスバーグで法律実務を続け、その後財政的な困難さ故にヘンダーソンに移転した。1900年アメリカ合衆国大統領選挙では、ウィリアム・ジェニングス・ブライアンのために民主党大統領選挙人を務めた。

### アメリカ合衆国下院議員
1902年、スタンレーはケンタッキー州第2選挙区からアメリカ合衆国下院議員に選出された。下院議員である間に下院鉱山鉱業委員会、領土委員会、農業委員会の委員を務めた。鉱山事故防止のために幅広い研究を行うこと、鉄道を規制すること、不純物が入っていない食品や薬品の規制法、1日8時間労働など進歩的改革の提唱者となった。
スタンレーが下院議員になったときまでに、アメリカン・タバコ・カンパニーが買収あるいは業界から追い出すことで実質的な競合者を全て排除していた。同社はイギリスのタバコ製造会社と共に世界のタバコの価格を支配した。スタンレー議員は自分の選挙区のタバコ農家を保護するようになり、事実上下院議員選挙では負けない候補者になった。連続5期務めた下院議員の1期目で、過酷なタバコ税を排除する議案を作成し、それで未加工タバコの価格を上げられると期待した。この法案はアメリカン・タバコ・カンパニーが積極的にロビー活動を行ったために潰された。1904年、下院歳入委員会を説得し、アメリカン・タバコ・カンパニーの独占行動について公聴会を実施させたが、税を撤廃したり、アメリカン・タバコ・カンパニーに対して何らかの行動を採るまで、議会を説得することはできなかった。
スタンレーは農夫のための立法を図る一方で、直接農夫に働きかけて組織を作り、価格が改善されるまで市場に産品を出荷しないよう奨励した。ダーク地区タバコ農家協会の憲章を起草する手伝いもした。この集団の中で「ナイト・ライダーズ」と呼ばれた過激派集団が、後にブラック・パッチ・タバコ戦争と呼ばれたもので、暴力を使って協会の会員入会を強制した。
最終的に1909年、ペイン・アルドリッチ関税法の付帯条項として、提案していたタバコ税撤廃案を付加した。この法案は下院を通過したが、上院ではスタンレーの付加した条項を外した。ケンタッキー州選出アメリカ合衆国上院議員オリー・M・ジェイムズが、この法案の上院版を提案し、上院を通過してタバコ税撤廃ができた。この撤廃によりタバコ価格が上がり、スタンレー一人がその成立を進めた訳ではなかったが、その成立の大半で功績有る者とされた。1911年、アメリカ合衆国最高裁判所がアメリカン・タバコ・カンパニーは反トラスト法に違背していると裁定し、解体を命じたので、スタンレーの同社に対する戦いが実を結んだ。タバコ税の撤廃と、アメリカン・タバコ・カンパニーの解体によって、続いていたナイト・ライダーズによる暴力行為も鎮まった。
USスチールに対する行動では全国的な名声を得た。1909年、USスチールに対する捜査を要求する決議案を提案したが、下院規則委員会で拒否された。1910年6月に提案した2回目の決議案は下院を通過したが、ウィリアム・タフト大統領に無視された。その月後半でさらに強い法案を提案したが、委員会で否決された。1910年の中間選挙で共和党が議会の支配力を失った後、スタンレーは再度議案を提出した。下院議長のチャンプ・クラークが、USスチールを捜査する9人委員会の委員長にスタンレーを指名した。
委員会の捜査は1911年5月から1912年3月まで行われた。その結末では、委員会が党派で分裂した。スタンレーは多数派意見を執筆し、USスチールによる価格操作とされるものを非難し、セオドア・ルーズベルト大統領がUSスチールによるテネシー石炭鉄鉱会社買収で果たした役割を糾弾した。共和党員オーガスタス・P・ガードナーが作成した少数派報告書はルーズベルトを無罪とし、価格操作を軽視していた。スタンレーの報告書はシャーマン反トラスト法を強化するために多くの変更も提案していた。その提案はスタンレーが下院議員である間に成立しなかったが、その多くがクレイトン反トラスト法の中に組み入れられた。

### 1915年上院議員選挙

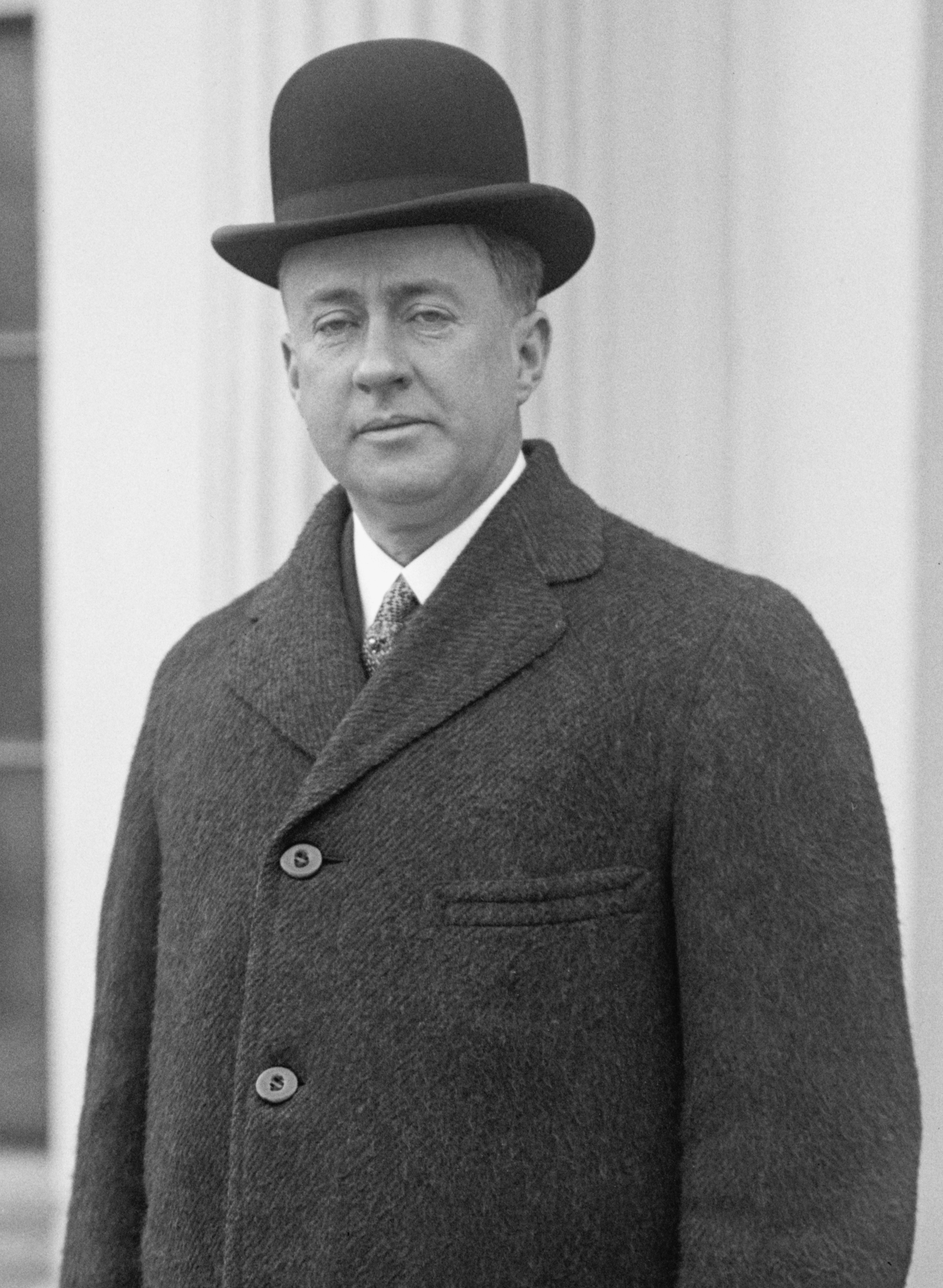
スタンレーの政歴ではJ・C・W・ベッカムが政敵になった

1915年、スタンレーは下院議員の議席について特に対抗馬もいなかったが、この年の選挙で再選を求めず、上院議員の選挙に出馬する道を選んだ。民主党員の中では他に、現職州知事のジェイムズ・マクリアリーと、元州知事のJ・C・W・ベッカムが出馬していた。マクリアリーが有力候補になることはなく、予備選挙ではスタンレーとベッカムの一騎討ちになった。この二人は党内の2つの大派閥の指導者だった。2人は互いを嫌っていた。スタンレーはかつてベッカムを「ゴーベルの墓で育ったキノコ」と言っていた。これは1899年の州知事選挙で、州知事に当選することになったウィリアム・ゴーベルが暗殺され、副知事だったベッカムが州知事に昇格したことを当てこすっていた。選挙戦の間、スタンレーはベッカムが政治マシーンを使うことを批判し、「小公子」と呼んでいた。
この選挙戦では禁酒法が大きな問題だった。スタンレーもベッカムも酒飲みで知られていたが、ベッカムは禁酒法支持の綱領で選挙に出た。スタンレーは禁酒法反対であり、ベッカムの姿勢を偽善者だと批判し、禁酒法を支持する一般の政治家、特にベッカムは「彼等は大酒を飲みながら、それを売ってくれる者を罰する法を提案している」と批判した。「（ベッカムは）世界を売り尽くして上院議員になろうとしている」とも付け加えた。「ルイビル・クーリエ・ジャーナル」の編集者ヘンリー・ワッターソンや、下院議員ベン・ジョンソンの支持を得たが、当選するまでには至らなかった。民主党の指名大会では、ベッカムが7,000票差で公認候補となり、上院議員選挙でも勝利した。

### ケンタッキー州知事
1915年ケンタッキー州知事選挙には複数の候補者が民主党公認を求めて出馬の意向を宣言していたが、8月下旬までに残っていたのは2人だけだった。スタンレーは党内の反禁酒法派の選択肢であり、対抗するのはベッカムを後ろ盾にした禁酒法支持派の代表ハリー・V・マクチェスニー教育監督官だった。指名大会ではスタンレーが107,585票で公認候補となり、マクチェスニーは69,722票だった。共和党はスタンレーの親友であるエドウィン・P・モローを指名してきた。この2人は共に州内を旅して周り、同じ会場で話をすることも多かった。
スタンレーは力強い演説家であり、要点を強調するために劇的な身振りを使った。話を始める前にネクタイを緩めることが多く、演説が終わるまでにベストや上着を脱ぎ捨てていた。ある場合には犬の飼い主に犬1頭1ドルの税金を課すことを論じた。スタンレーはその課税に賛成し、モローは1頭までの犬には非課税とすることを求めた。スタンレーはその考えを「自由な古い犬の首輪」と言って揶揄し、提案を嘲って演説の合間に犬のように吠えたりした。別の場合では、スタンレーが飲み過ぎていて、モローが話している間に、聴衆の前で嘔吐した。スタンレーが演壇に上がったとき、「ケンタッキー全てについて私が言っていたことをお見せしている。エド・モローは明らかに私の胃まで病気にする」と話した。
民主党は予備選挙の時に分裂していたが、選挙戦ではスタンレーのもとに統一された。上院議員のベッカムとオリー・M・ジェイムズがスタンレーの肩を持ち、州知事のジェイムズ・マクリアリーも同様だった。サミュエル・ゴンパーズが、スタンレーが下院議員の時にトラストに反対したことを称賛した。アメリカ労働総同盟の地方支部からの支持表明が続いた。対抗馬だったハリー・V・マクチェスニーすら州民に民主党公認候補への投票を奨励した。
選挙は接戦となり、投票日の夜まで縺れた。選挙結果に異議申し立てをしたとしても、最後は民主党勢力の強い州議会が判断することになるので、モローは1週間後に敗北を認めた。公式記録ではスタンレーが471票差で当選しており、ケンタッキー州知事の選挙の歴史の中でも最も小さな票差となった。
歴史家のローウェル・H・ハリソンは、スタンレーの政権を、ケンタッキー州における進歩主義時代の絶頂期だと言った。1916年の会期中に成立した最重要案件は、州の反トラスト法と、鉄道会社が公人に無料パスを提供することを禁じた法だった。汚職禁止法は、公職に立候補した者にその費用を申告させ、最大支出額を制限し、公益事業法人が選挙に献金することを禁じたものだった。その他の功績としては、州では初めて予算策定を始めたこと、最初の労働者災害補償法を法制化したこと、受刑労働法を制度化したことなどである。成立しなかった進歩的改革としては、女性参政権を認める法であり、州議会下院で僅か1票差で廃案になった。
スタンレーは1917年2月に州議会の特別会期を招集した。問題になっていたのは州の税法体系の改革であり、スタンレーは農業関係者の税負担が不公平であると考えていた。州の財政は大きな赤字になっており、毎年10万ドルから70万ドルまで赤字を計上していた。ケンタッキー州は他の州の多くと比べれば財政が健全な方だったが、それでもスタンレーは予算の平衡を求めた。会期は60日間続き、議会はスタンレーが提唱した多くの方を通過させた。最も重要なことは、3人の委員による州税委員会を創設したことであり、M・M・ローガンが委員長を務めた。蒸留酒、石油生産、競馬場、法人免許について税が追加された。不動産に対する評価額は、従来は市場価格の3分の1から2分の1程度だったが、その比率が劇的に引きあげられた。この増税に対応して特定の資産に対する税率は引き下げられた。特別会期で劇的に資金が増えたので、高等教育など州政府のほとんどあらゆる部門に予算増を承認した。州健康委員会は権限を拡大され、郡の健康委員会が設立された。
スタンレーの政権は、アメリカ合衆国が第一次世界大戦に参戦したことで影響を受けた。議会は州防衛委員会を設立し、予算手当てしたが、公立学校でドイツ語を教えることを禁じた法案には、スタンレーが拒否権を行使した。
上院議員や州知事の予備選挙でも問題となっていたように、アルコールの問題はスタンレーが州知事である間も中心問題であり続けた。反禁酒法陣営は、スタンレーが選ばれた後に禁酒法は死んだと宣言し、それに続く最初の会期の間に禁酒修正法が提案された。この修正法は州上院で20票対14票で否決された。1918年には、両院合同会議の場で95票対17票という圧倒的な結果で州民投票に問われることになった。スタンレーは禁酒法に反対だったが、このアルコール問題を落ち着かせ、議会が他の手段を命令することが無いようにするために1918年修正法は支持した。1919年、ケンタッキー州はアメリカ合衆国憲法修正第18条批准の時に最初に「ウェット」を宣言した州になった。この修正条項はアメリカ合衆国憲法で禁酒法を規定するものだった。

### アメリカ合衆国上院議員

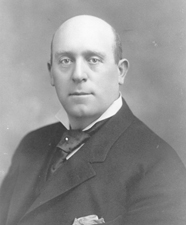
オリー・M・ジェイムズ上院議員、スタンレーが後任になった

1918年8月18日、現職アメリカ合衆国上院議員オリー・M・ジェイムズが死んだ。スタンテーは翌年3月3日までジェイムズの残り任期を埋める者としてジョージ・B・マーティンを指名した。ジェイムズは民主党予備選挙で1918年の再選を求める後任候補に指名されてもおり、党の新しい候補者を選ぶ任務が州委員会に任され、委員会はスタンレーを指名した。スタンレーは纏まった党の支援を得ることになった。J・C・W・ベッカムがスタンレーを支持したので、ベッカムが次の再選を求めた選挙ではベッカムに挑戦しなかった。共和党は比較的無名のベン・L・ブルナー博士を選んできた。スタンレーは、ドイツ語禁止法に拒否権を使ったことと、以前から禁酒法に反対の姿勢を崩さなかったことを攻撃された。全国的なムードは民主党に逆風だったが、ウッドロウ・ウィルソン大統領の支持を伝える手紙がスタンレーの選挙運動に力を与え、ブルナーを5,000票以上の差で破った。スタンレーが上院議員に就任するために、知事職を辞したのは1919年5月だった。当時は共和党が優勢な合衆国上院だったので、ほとんど影響力を使えなかった。
スタンレーが1924年に上院議員の再選を求めたとき、それは苦しい戦いになった。ケンタッキー州では40年間以上も上院議員が再選されていなかった。ただし、上院議員が選挙民の選挙で選ばれたのは1914年以降だった。スタンレーの反禁酒法の姿勢が禁酒法支持有権者の票を奪い、また民主党知事ウィリアム・J・フィールズの支持も得られなかった。さらにクー・クラックス・クランの反対を受けた。当時のクランは州内でも強力な組織を持っており、スタンレーがその偏狭さと秘密組織に反対していたことも原因だった。共和党の対抗馬フレデリック・M・サケットは、民主党のベッカム派の支持も確保した。サケットは自身でアルコールを貯蔵していながら、選挙では禁酒法支持の姿勢を選び、反酒場同盟からも支持された。「ルイビル・クーリエ・ジャーナル」の編集者ロバート・ワース・ビンガムは、サケットのことを「私が知り得た最良の男」と言って、その支持を与えた。上院議員選挙ではほぼ25,000票という大差でスタンレーが議席を失った。サケットの勝利によって、ケンタッキー州からのアメリカ合衆国上院議員2人を共和党員が占めることになり、これは州が始まって以来のことになった。

## 晩年と死
スタンレーは上院議員選挙での敗北後に法律実務に戻った。1927年の州知事選挙では昔の政敵J・C・W・ベッカムを支持した。これは1930年の上院議員選挙で復帰できるチャンスを狙ったものだった。ベッカムは共和党のフレム・サンプソンに敗れ、スタンレーが上院議員選挙で勝てる見込みもほとんど無くなった。
1930年、ハーバート・フーヴァー大統領が、アメリカ合衆国とカナダの国境紛争を解決する任務に当たる国際合同委員会の委員にスタンレーを指名した。1933年にはその委員長になった。スタンレーはこの任務を大変誇りに思い、地球上で2つの隣り合う大国がこれほど紛争が少ない例も無いと話していたことがあった。1954年までこの職を務めていたが、民主党からの圧力で辞任することになった。
スタンレーは1958年8月12日にワシントンD.C.で死亡し、フランクフォート市のフランクフォート墓地に埋葬された。妻のスー・スタンレーは長生きし、また3人の息子のうちの2人、ウィリアム・スタンレーとオーガスタス・オウスリー・スタンレー2世が後に残った。孫のオーガスタス・オウスリー・スタンレー3世（1935年-2011年）は著名なLSD化学者となり、ヒッピー運動のときにロックバンド「グレイトフル・デッド」を後援した。

## 関連図書
- O'Bannon, W B; Augustus Owsley Stanley (1917). The Governor's position on the submission of the state wide prohibition amendment. OCLC 248676512
- The steel hearings included a session at New York City Hall in July, 1911. See "Steel inquiry goes on here now", The New York Times, July 28, 1911.
- For an op-ed by Senator Stanley relative to the constitutional implications of search and seizure provisions in Prohibition legislation in early 1922, see "Search and Seizure: Senator Stanley Attacks Constitutionality of new Prohibition Act", The New York Times, January 8, 1922.